# Trignon
Le Trignon est un cours d'eau français de Vaucluse, prenant sa source (Source vauclusienne), à Prébayon. Il arrose les communes de Gigondas, Séguret et de Sablet. Il se jette dans l'Ouvèze, en rive droite.

## Géographie
Le Trignon prend source au lieu-dit les Cyprès des Evêques d'Orange, à 477 m d'altitude, sur la commune de Gigondas. 
De 7 km de longueur, le Trignon passe par le lieu-dit Prébayon, qui fut « le lieu choisi par des moniales pratiquant la règle de Césaire d'Arles pour installer la première abbaye féminine dans le département de Vaucluse au début du VIIe siècle. », Il sépare alors les trois communes de Gigondas au sud, et Séguret au nord, puis de Sablet.
Le Trignon conflue avec l'Ouvèze, en rive droite, à 116 m d'altitude, entre les communes de Sablet et Gigondas.

### Communes et cantons traversés
- Dans le seul département de Vaucluse, le Trignon traverse les trois seules communes de Gigondas 'source), Séguret, Sablet (confluence).

Soit en termes de cantons, le Trigon prend source et conflue dans le même canton de Vaison-la-Romaine, dans l'arrondissement de Carpentras.

## Affluents
Le Trignon n'a aucun affluent référencé au SANDRE.
Néanmoins Géoportail signale trois affluents gauches et deux affluents droits :
- la Vallat de Pierrevon (rd) prenant source à 368 m d'altitude
- ravin de la Grande Montagne (rg) passant par lieu-dit la Machotte et venant des Dentelles de Montmirail à 541 m d'altitude.
- la fontaine des Fées (rd) vers 207 m d'altitude
- le Grand Vallat (rg)
- le ravin du Pourra (rg) prenant plusieurs sources près du Sentier de grande randonnée de Pays Tour des dentelles de Montmirail[2].

### Rang de Strahler
Donc son rang de Strahler est de deux.